# Eselsburgturm
Der Eselsburgturm ist ein Aussichtsturm auf dem Eselsberg bei Ensingen, einem Ortsteil von Vaihingen an der Enz im Nordwesten des baden-württembergischen Landkreises Ludwigsburg. Sein Name leitet sich von der Burg der Herren von Eselsberg her, die einst auf dem Eselsberg stand.

## Lage und Aussicht
Der Eselsburgturm steht auf dem 392,4 m ü. NHN hohen Eselsberg am südlichen Rand des Strombergs und ist von Ensingen vom Parkplatz beim Friedhof über einen etwa 2 km langen Wanderweg durch Weinberg und Wald zu erreichen. Vom Turm aus hat man nach Süden und Osten einen Blick über den Landkreis Ludwigsburg bis hin nach Stuttgart, nach Südwesten zum Nordschwarzwald mit Pforzheim und im Westen in den Kraichgau bei Bretten.

## Beschreibung
Der Eselsbergturm wurde 1925 vom Schwäbischen Albverein errichtet, von dem er noch immer bewirtschaftet wird. Er ist 18,2 Meter hoch und als verschalte Holzkonstruktion auf Werksteinsockel ausgeführt. An der Nordseite führen fünf breite Sandsteinstufen zur Eingangstür, im Innern folgt eine Holztreppe, die mit 75 Stufen über vier Zwischenebenen zur Aussichtsplattform auf 14,5 Meter Höhe führt. Die Fensteröffnungen der Plattform, an denen zu jeder Seite Orientierungstafeln angebracht sind, können mit breiten Klappläden von innen verschlossen werden.
Turm und Gaststätte sind an Sonn- und Feiertagen geöffnet. Am Fuß des Turmes befinden sich eine Schutzhütte und ein Spielplatz.